# Gunung Sala (berg i Indonesien, lat 5,13, long 96,33)
Gunung Sala är ett berg i Indonesien.   Det ligger i provinsen Aceh, i den västra delen av landet, 1 700 km nordväst om huvudstaden Jakarta. Toppen på Gunung Sala är 560 meter över havet.
Terrängen runt Gunung Sala är varierad, och sluttar norrut.Runt Gunung Sala är det ganska glesbefolkat, med 23 invånare per kvadratkilometer. Närmaste större samhälle är Reuleuet, 10,9 km nordväst om Gunung Sala. I omgivningarna runt Gunung Sala växer i huvudsak städsegrön lövskog.